# Filles, Pas Épouses
Filles, Pas Épouses : Le Partenariat Mondial pour la Fin du Mariage des Enfants est une organisation non gouvernementale internationale dont la mission est de mettre fin au mariage des enfants dans le monde. L'organisation est créée en 2011 par The Elders pour permettre à de petits groupes du monde entier de s'attaquer au problème commun du mariage précoce. 
En 2025, plus de 1 400 organisations dans plus de 100 pays sont membres partenaires du réseau Filles, Pas Épouses.
Filles, Pas Épouses œuvre pour que la fin du mariage des enfants soit incluse dans les Objectifs de développement durable des Nations Unies pour 2030. 
Filles, Pas Épouses travaille aux côtés des gouvernements pour développer, mettre en œuvre et contrôler des stratégies visant à mettre fin au mariage des enfants à l’échelle internationale. Le partage d’informations et la sensibilisation du public sont les principaux objectifs des partenariats nationaux qu’ils ont avec des pays tels que le Bangladesh, le Ghana, le Mozambique, les Pays-Bas, le Népal, l’Ouganda, le Royaume-Uni et les États-Unis. 

## Histoire
L'organisation Girls Not Brides est créée par The Elders en 2011 dans le cadre d'une collaboration entre organisations afin de s'allier pour mettre fin au mariage des enfants. En octobre 2013, Girls Not Brides s'est enregistrée comme organisme de bienfaisance indépendant en Angleterre et au Pays de Galles.

## Objectifs et stratégies
Dans leur objectif de mettre fin au mariage des enfants, Filles, Pas Épouses souhaite travailler aux côtés d’autres organisations qui œuvrent pour le même objectif et les aider à y parvenir. Les moyens utilisés pour lutter contre le mariage des enfants sont axés sur le partage d’informations par le biais de discussions et de sensibilisation au sein des communautés, à tous les niveaux (local, national ou international). 